# پایگاه هوایی آب‌نشین راک‌کلیف اتاوا
پایگاه هوایی آب‌نشین راک‌کلیف اتاوا (به انگلیسی: Ottawa/Rockcliffe Water Aerodrome) یک فرودگاه همگانی است که یک باند فرود آب دارد. این فرودگاه در شهر اتاوا کشور کانادا قرار دارد و در ارتفاع ۵۷ متری از سطح دریا واقع شده‌است.